# 怎麼了 (歌曲)
《怎麼了》是台灣歌手周興哲於2019年1月10日發行的歌曲，為華劇【你有念大學嗎？】的片尾曲。

## 製作
《怎麼了》由周興哲及吳易緯作詞，周興哲作曲、于京延編曲。

## 外部連結
- Eric周興哲《怎麼了 What's Wrong》Official Music Video - 華劇【你有念大學嗎？】片尾曲 （页面存档备份，存于）